# 蜡膜
有些鸟的角质喙与前头部之间的连接是柔软的皮肤，称为蜡膜，有的蜡膜遮住了鼻，鼻孔从下侧开口。有些鹦鹉如金剛鸚鵡的蜡膜被覆羽毛，而有些鹦鹉如虎皮鹦鹉和鸽、鸮的蜡膜是裸露的。
蜡膜处有丰富的触觉小体，是一种感觉器官。
有的鸟类可以由蜡膜的颜色来分辨性别。如虎皮鹦鹉雄鸟的蜡膜是蓝色的，雌鸟的蜡膜是粉色的。